# Уагадугу (футбольный клуб)
«Уагаду́гу» (англ. Union Sportive de Ouagadougou) — буркинийский футбольный клуб из одноимённого города. Был основан в июле 1961 года. Клуб выступает в Чемпионате Буркина-Фасо, домашние матчи проводит на «Стад Мунисипаль» города Уагадугу. «Уагадугу» дважды становился чемпионом страны — в 1967 и 1983 годах, а в 2005 году команда выиграла Кубок Буркина-Фасо. Традиционные цвета клуба — красный и белый.

## Достижения
- Чемпион Буркина-Фасо (2): 1967, 1983
- Обладатель Кубка Буркина-Фасо (1): 2005
- Обладатель Суперкубка Буркина-Фасо (2): 2005, 2008